# شون هولمز (متركمج)
شون هولمز (بالإنجليزية: Sean Holmes)‏ هو متركمج جنوب أفريقي، ولد في 30 يوليو 1977 في Malmesbury ‏ في المملكة المتحدة.